# Andre Waismann
Andre Waismann (in portoghese: André Waisman) (Brasile, 7 settembre 1958) è un medico israeliano.
È noto per aver sviluppato il trattamento ANR della dipendenza da oppiacei. Waismann è attualmente a capo dell’unità ANR presso il Centro Medico Barzilai e direttore dell’ANR Clinic in Florida, negli Stati Uniti.

## Biografia
Andre Waismann è nato in Brasile nel 1958.  Ha studiato medicina in patria al Centro Universitario Serra dos Órgãos di Teresópolis, dove si è laureato nel 1981. Nello stesso anno è emigrato in Israele ed è stato reclutato per il servizio militare presso la brigata Givati, dove ha servito come dottore. Al completamento del suo servizio presso le Forze di difesa israeliane, Waismann ha iniziato a lavorare presso il reparto di terapia intensiva al Centro Medico Barzilai di Ashkelon. Nel 1989, Waismann è stato reclutato dalla polizia israeliana, come Sovrintendente, servendo come dottore responsabile di Gerusalemme.
Nel 1994, Waismann ha aperto un reparto di terapia intensiva per il trattamento della dipendenza da oppiacei. Nel 2002, ha assistito l’apertura di un centro di trattamento a Jalandhar, in India usando il metodo ANR. Nel 2012 Waismann ha aperto un reparto ANR per il trattamento della dipendenza presso il Centro Medico Barzilai. Nel 2013, Waismann ha aperto una clinica per il trattamento delle dipendenze presso l’ospedale FMI in Svizzera. Waismann ha anche collaborato come consulente per la fondazione ASA Bangasa in Indonesia.

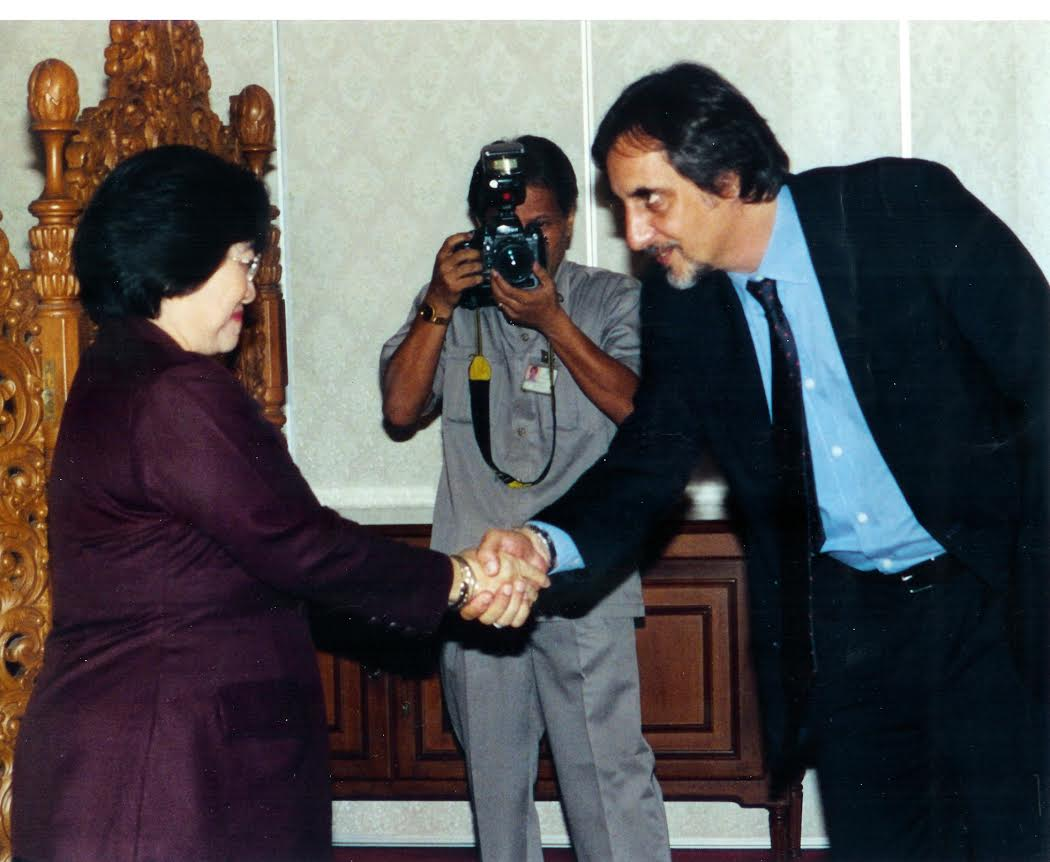
Waismann con il Presidente dell’Indonesia, Megawati Sukarnoputri

Waismann è anche stato direttore medico per il trattamento dalle deipendenze presso il centro LOGO e l'Ospedale San Raffaele in Italia.  Nell’ottobre 2018 Waismann è stato invitato a tenere un discorso presso la convezione delle Nazioni Unite per i diritti umani sui metodi per la gestione della crisi internazionale degli oppiacei. Nell'ottobre 2018 Waismann è stato invitato a parlare al convegno delle Nazioni Unite sui diritti umani sui metodi per affrontare la crisi internazionale degli oppiacei.

## Metodo ANR per il trattamento della dipendenza dagli oppiacei
A partire dal 1993, Waismann ha iniziato a trattare la dipendenza da oppiacei utilizzando una tecnica relativamente nuova, denominata Ultra Rapid Opiate Detoxification (Detossificazione ultra-rapida dagli oppiacei, UROD). Questo metodo è stato utilizzato fino al 1997, quando Waismann ha ridefinito tale medoto e lo ha ribattezzato ANR (Accelerated Neuro-Regulation, neuro-regolazione accelerata). Il principio su cui si basa la terapia ANR è l’accelerazione dei sintomi di astinenza mentre il paziente è sotto sedazione, per prevenire il dolore e la sofferenza ridondanti derivanti da tali sintomi. Quando il paziente è sotto sedazione profonda in un’unità di terapia intensiva, vengono utilizzati farmaci specifici per bloccare i recettori oppioidi aggiuntivi causati dall’uso frequente di oppioidi che generano il desiderio di droga nel cervello. Durante questo periodo, il personale medico accelera la regolazione tra i livelli di endorfine e i recettori oppioidi fino a raggiungere un equilibrio tra di essi. Il metodo di trattamento ANR è attualmente condotto in diversi centri medici in India, Svizzera, Israele e dal 2019 nello stato della Florida, negli Stati Uniti.

## Lavori e pubblicazioni selezionati
- Mudaliar, M. Y.; Waismann, A; Currie, J; Cruz, L; Opioid neuroreceptor blockade with naltrexone under sedative anaesthesia in a six-year-old child with iatrogenic morphine addiction following resection of a desmoplastic infantile ganglioglimoa at age nine months, Anaesthesia and Intensive Care subscriber, Volume 27, Issue 1
- Waismann, Andre (15 August 2019). Alternative approaches to battling opioid dependency, Florida Weekly.
- Waismann, Andre (23 July 2019), To end the opioid crisis, we need to change the way we think about the addiction, Washington Examiner.

## Vita personale
Waismann abita nel moshav Ge'a. È sposato con Efrat Waismann. La coppia ha sei figli. Dalla fine del 2018, Waismann abita negli Stati Uniti, dove lavora come consulente privato per centri medici americani.